# Hanna Nilsson
Hanna Nilsson (Kristianstad, 16 febbraio 1992) è una ciclista su strada svedese che corre per il team Chevalmeire. È attiva in formazioni UCI dal 2013.

## Palmarès
- 2022 (Ceratizit-WNT Pro Cycling, una vittoria)

2ª tappa Tour of Uppsala (Uppsala >Uppsala)

### Altri successi
- 2017 (BTC City Ljubljana)

Classifica scalatori Tour Cycliste Féminin International de l'Ardèche

## Piazzamenti

### Grandi Giri
- Giro d'Italia

2017: 14ª
2019: 34ª
2021: 22ª
2022: 19ª

### Competizioni mondiali
- Campionati del mondo su strada

Valkenburg 2012 - In linea Elite: 75ª
Toscana 2013 - In linea Elite: ritirata
Richmond 2015 - In linea Elite: 74ª
Bergen 2017 - Cronosquadre: 7ª
Bergen 2017 - In linea Elite: 36ª
Innsbruck 2018 - Cronosquadre: 7ª
Innsbruck 2018 - In linea Elite: 32ª
Yorkshire 2019 - In linea Elite: ritirata
Imola 2020 - In linea Elite: 52ª
Fiandre 2021 - In linea Elite: 43ª
Wollongong 2022 - In linea Elite:  ritirata
- Campionati del mondo gravel

Veneto 2023 - Elite: 26ª

### Competizioni continentali
- Campionati europei

Olomouc 2013 - In linea Under-23: 41ª
Nyon 2014 - In linea Under-23: 29ª
Herning 2017 - In linea Elite: 72ª
Glasgow 2018 - In linea Elite: 28ª
Plouay 2020 - In linea Elite: 37ª
Trento 2021 - In linea Elite: 28ª
Monaco di Baviera 2022 - In linea Elite: 52ª
Glasgow 2023 - In linea Elite: 45ª